# 심경호
심경호(沈慶昊, 1955년 12월 23일 ~ )는 대한민국의 한문학 교육자이자 저술가 및 번역가이다.

## 생애
충청북도 음성군에서 태어났으며, 1970년대에 서울대학교를 마치고 이후 일본 교토대학 등의 교육기관에서 박사학위를 받고 고려대학교 한문학과 교수로 재직하였다. 대학교 재학 시절 오른쪽 눈의 망막 손상을 입었으나, 학업을 지속하였다. 이러한 한문학 공부에 큰 도움을 준 스승은 동양사학자인 연세대학교 사학과 교수 민영규(閔泳珪, 1915년 ~ 2005년), 위당 정인보의 딸인 국문학자 정양완(鄭良婉, 1929년 4월 14일 ~ ) 선생이다. 2021년 2월에 정년퇴임 후, 같은 대학교 명예교수로 있다. 한문학 관련 저서 30여 권과 번역서 40여 권, 그리고 수필집을 저술 및 출간하였다.

## 학력
- 1975년 휘문고등학교 졸업
- 1975년 ~ 1979년 서울대학교 인문대학 국어국문학과 입학 (학사)
- 1980년 ~ 1981년 서울대학교 인문대학 국어국문학과 대학원 (석사, 국어국문학전공)
- 1983년 ~ 1989년 일본 교토대학(京都大學) 문학연구과 박사과정 편입학 (문학박사, 중국어학중문학)[3]

## 경력
- 1989년 4월 ~ 1992년 8월 : 한국정신문화연구원(현재 한국학중앙연구원) 어문연구실 조교수
- 1991년 1월 : 중한인문과학연구회 기획이사
- 1991년 7월 ~ 1992년 8월 : 한국정신문화연구원 기획조정실 실장
- 1992년 8월 ~ 1995년 8월 : 강원대학교 인문대학 국어국문학과 조교수
- 1995년 9월 ~ 1996년 8월 : 고려대학교 문과대학 한문학과 조교수
- 1996년 9월 ~ 2021년 2월 : 고려대학교 문과대학 한문학과 교수 (정년퇴임)
- 2001년 6월 ~ 2004년 3월 : 국문학회 이사
- 2006년 1월 : 외암사상연구소 연구위원
- 2007년 4월 : 제17대 한국한문학회 연구이사 및 편집위원
- 2009년 ~ 2012년 : 유네스코한국위원회 「Korea Journal」편집위원
- 2010년 4월 ~ 2011년 3월 : 일본 메이지대학(明治大學) 객원교수 겸임
- 2014년 ~ 2016년 : 국문학회 회장
- 2015년 ~ 2016년 : 정부자문위원 및 겸직연구원 교육부 평가위원
- 2017년 ~ 2020년 : 근역한문학회(槿域漢文學會) 회장
- ? ~ 2020년 : 고려대학교 부설 한자한문연구소 소장 겸임
- 2021년 2월 ~ : 고려대학교 한문학과 명예교수 (현)

## 수상
- 2002년 9월, 제7회 성산학술상 수상
- 2006년, 일본 시라카와 시즈카(白川靜) 선생 기념 제1회 동양문자문화상 수상
- 2006년, 한국학술진흥재단 선정 제1회 인문사회과확 분야 우수학자 선정
- 2010년 11월, 제3회 우호인문학 학술상 한국문학 부문 수상
- 2011년 11월, 제1회 연민학술상 수상
- 2017년, 고려대학교 제4회 교우회 학술상 인문사회부문 수상
- 2018년 4월, 제3회 난정학술상 본상
- 2018년 6월, 제28회 김달진문학상 학술평론 부문
- 2019년 3월, 제44회 월봉저작상, 〈안평 - 몽유도원도와 영혼의 빛〉
- 2021년 2월, 옥조근정훈장[4]
- 2022년 3월 1일, 제63회 3·1문화상 학술상 인문사회과학부문[5]

## 주요 저서

### 집필
- 1999년, 《강화학파의 문학과 사상》 (전4권, 집필진 참여)
- 1999년, 《조선시대 한문학과 시경론》
- 2003년, 《김시습 평전》
- 2006년, 《간찰, 선비의 마음을 읽다》
- 2007년, 《한학입문》
- 2009년, 《내면 기행 - 선인들, 스스로 묘비명을 쓰다》[6]
- 2010년, 《나는 어떤 사람인가 - 선인들의 자서전》
- 2011년, 《여행과 동아시아 고전문학》
- 2013년, 《한문산문미학》 (개정증보판)
- 2021년, 《한국의 석비문과 비지문》
- 2022년, 《호, 주인옹의 이름》

### 역서
- 1994년, 《주역철학사》
- 1995년, 《한문문체론》
- 2005년, 《한자, 백 가지 이야기》
- 2006년, 《일본서기의 비밀》
- 2008년, 《한자학: 설문해자의 세계》
- 2018년, 《동아시아 한문학 연구의 방법과 실천》
- 2021년, 《도성행락 - 명청 문인의 화상 제영》

### 수필
- 2008년, 《자기 책 몰래 고치는 사람》
- 2010년, 《책, 그 무시무시한 주술》
- 2012년, 《오늘의 고전》

## 같이 보기
- 한문학